# Њу Ричмонд (Охајо)
Њу Ричмонд (енгл. New Richmond) град је у америчкој савезној држави Охајо.

## Демографија
По попису из 2010. године број становника је 2.582, што је 363 (16,4%) становника више него 2000. године.
| Група             | 2000.         | 2010.         |
| Белци             | 2.124 (95,7%) | 2.442 (94,6%) |
| Афроамериканци    | 52 (2,3%)     | 42 (1,6%)     |
| Азијати           | 2 (0,1%)      | 8 (0,3%)      |
| Хиспаноамериканци | 16 (0,7%)     | 38 (1,5%)     |
| Укупно            | 2.219         | 2.582         |